# Ludmila Pokorná
Ludmila Ludi Pokorná (2. září 1904 Drážďany – 1969) byla česká malířka, baletka a pianistka.

## Život
Narodila se v roce 1904 českým rodičům v Drážďanech. V mládí tancovala v tamní Semperově opeře, mimo jiné v inscenacích Maxe Reinhardta. Po zranění nohy ukončila baletní dráhu a věnovala se hře na klavír. Stýkala se s německou meziválečnou avantgardou (Paul Klee, Lovis Corinth, Otto Dix, Fritz Löffler i Vladimír Clementis).
Koncem dvacátých let se rodina vrátila do Čech, kde Ludmila ztratila umělecké kontakty. Starala se o rodinu, po smrti rodičů se vdala. Druhou světovou válku prožila v Praze. Provozovala velkoobchod s papírnickým zbožím, díky němuž mohla podporovat rodinné příslušníky i další oběti koncentračních táborů. Malbě se věnovala od poloviny padesátých let. Za posledních dvacet pět let svého života vytvořila několik set olejomaleb a barevných grafik širokého inspiračního záběru.
Od počátku šedesátých let vystavovala své obrazy v Československu i v zahraničí. Období rostoucího zájmu o její obrazy vyvrcholilo velkou soubornou výstavou na Staroměstské radnici v létě roku 1969. V období normalizace jí další výstavy nebyly umožněny.
Jejími dětmi jsou skladatel Petr Pokorný a architektka Kateřina Adámková.

## Tvorba
Řazena je mezi „naivní“ či „insitní“ umělce, protože neabsolvovala umělecké školy. Původním povoláním baletka dráždanské opery, potom pianistka. Naivní umění nachází svůj prapočátek v tvorbě H. Rousseaua, z českých F. Muziky, J. Zrzavého, J. Čapka. V Americe byla objevena madam Mosesová v roce 1938. Výtvarný projev Ludmily Pokorné je velmi kultivovaný.
Zastoupena ve sbírkách Galerie výtvarného umění Litoměřice, Galerie hlavního města Prahy, Slovenské národní galerie v Bratislavě, zámku Staré Hrady a u řady soukromých sběratelů.
- Naivní díla – v obrazech se setkáme s naivním pohledem na idylu rodinného života.
- Moderní tvorba – tvorba, které sama říkala moderní, jsou díla s projevem abstraktního umění: A budiž světlo, Vody se dělily apod.

## Výstavy
- Praha 1962
- Ostrava 1964
- Bratislava 1966, Mezinárodní trienále
- Praha, Galerie h.m. Prahy – Staroměstská radnice 1969
- Praha, Chodovská tvrz, 1989
- Staré Hrady 1991
- Budapest 1998

## Galerie
Obrazy Ludmily Pokorné jsou např. v Galerii města Prahy, v Litoměřické galerii.

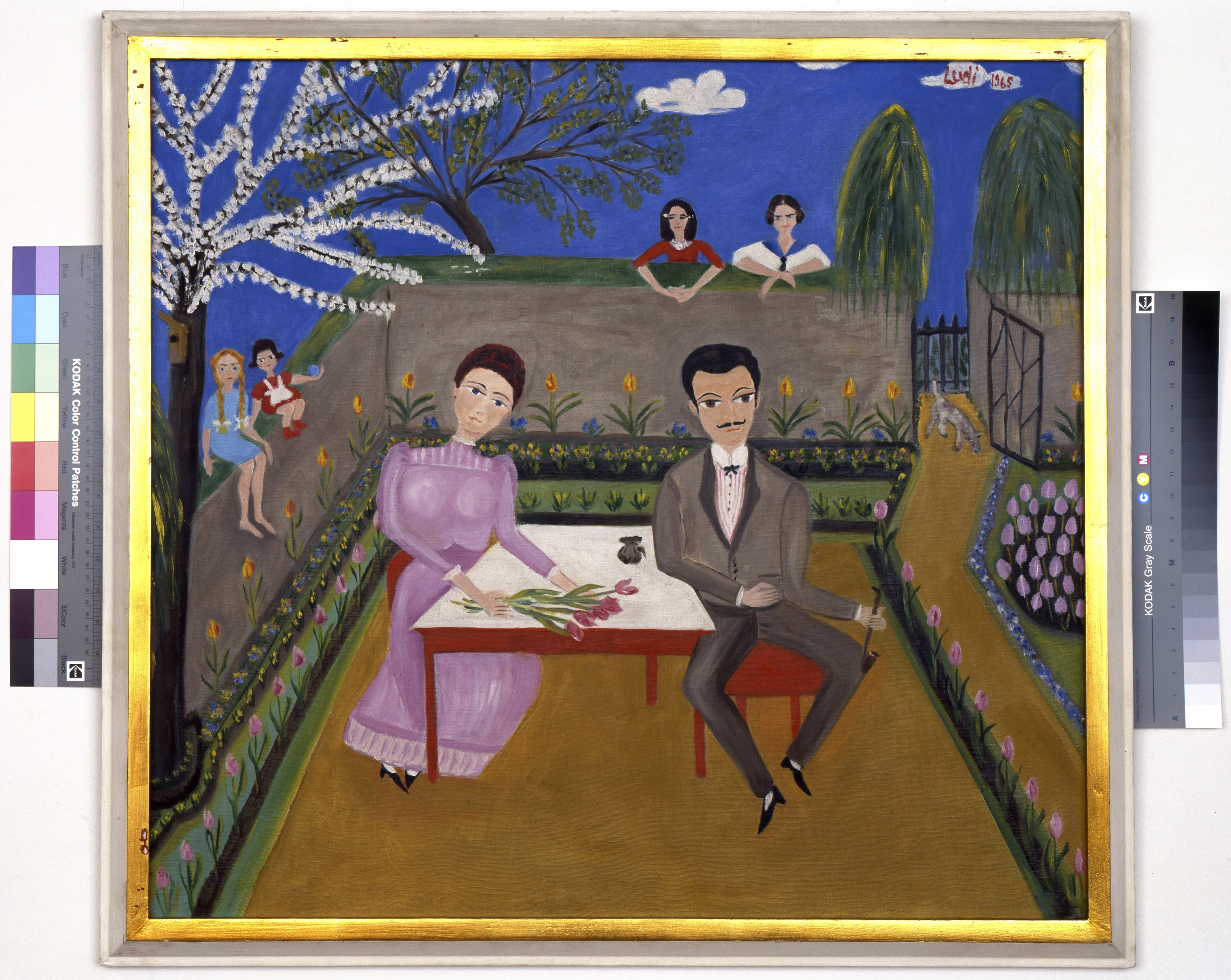
Rodiče na zahradě
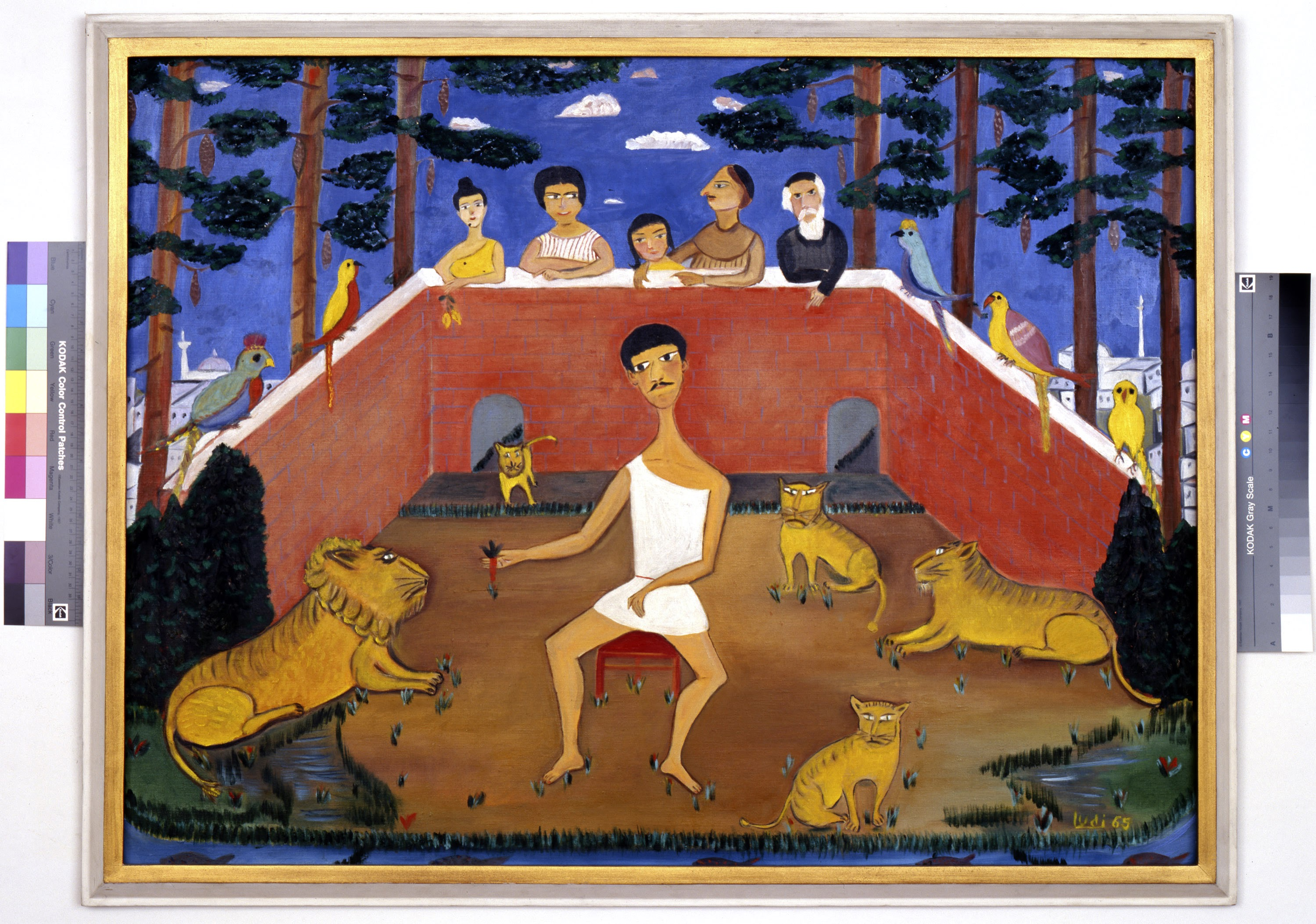
Daniel v jámě lvové
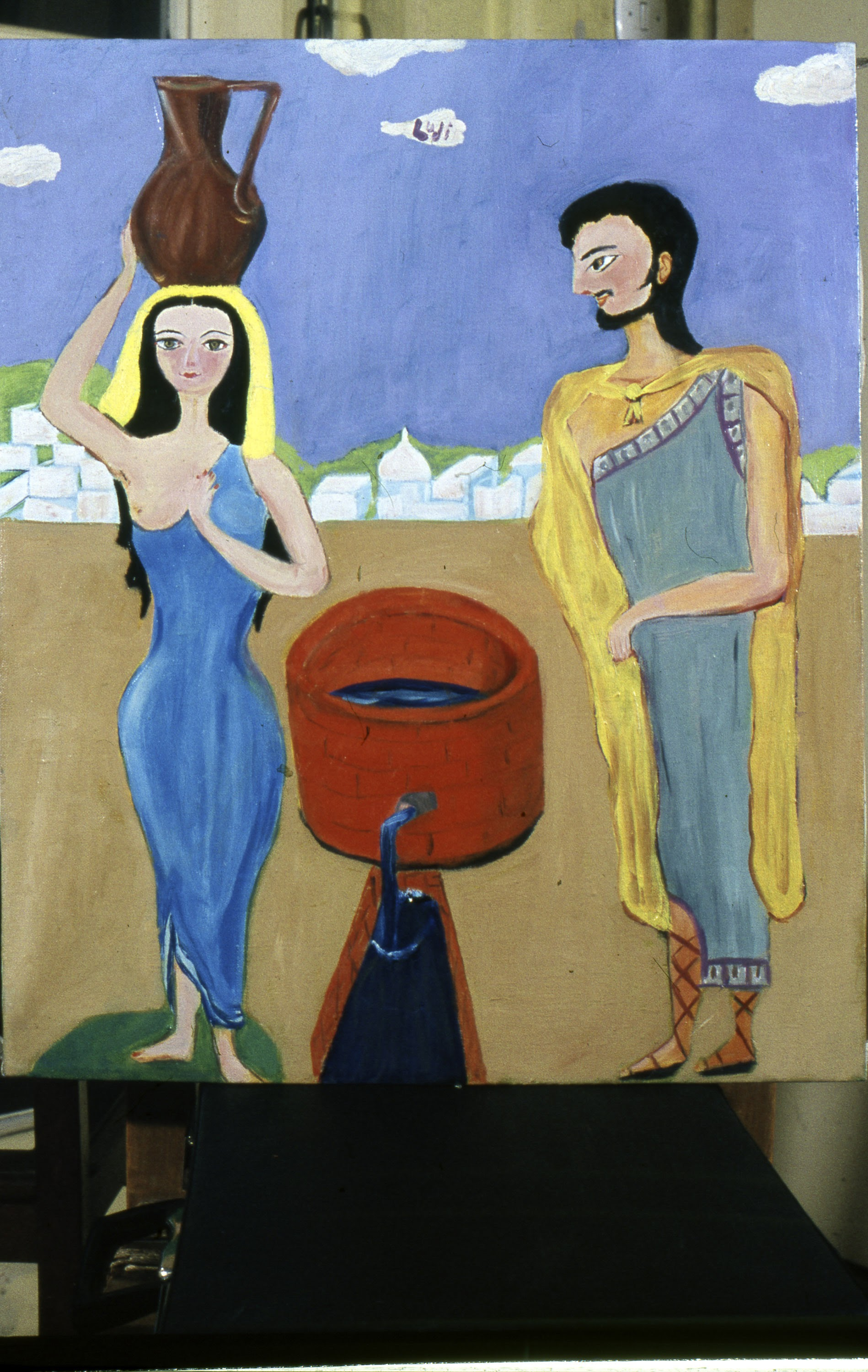
Jakob a Rachel u studny
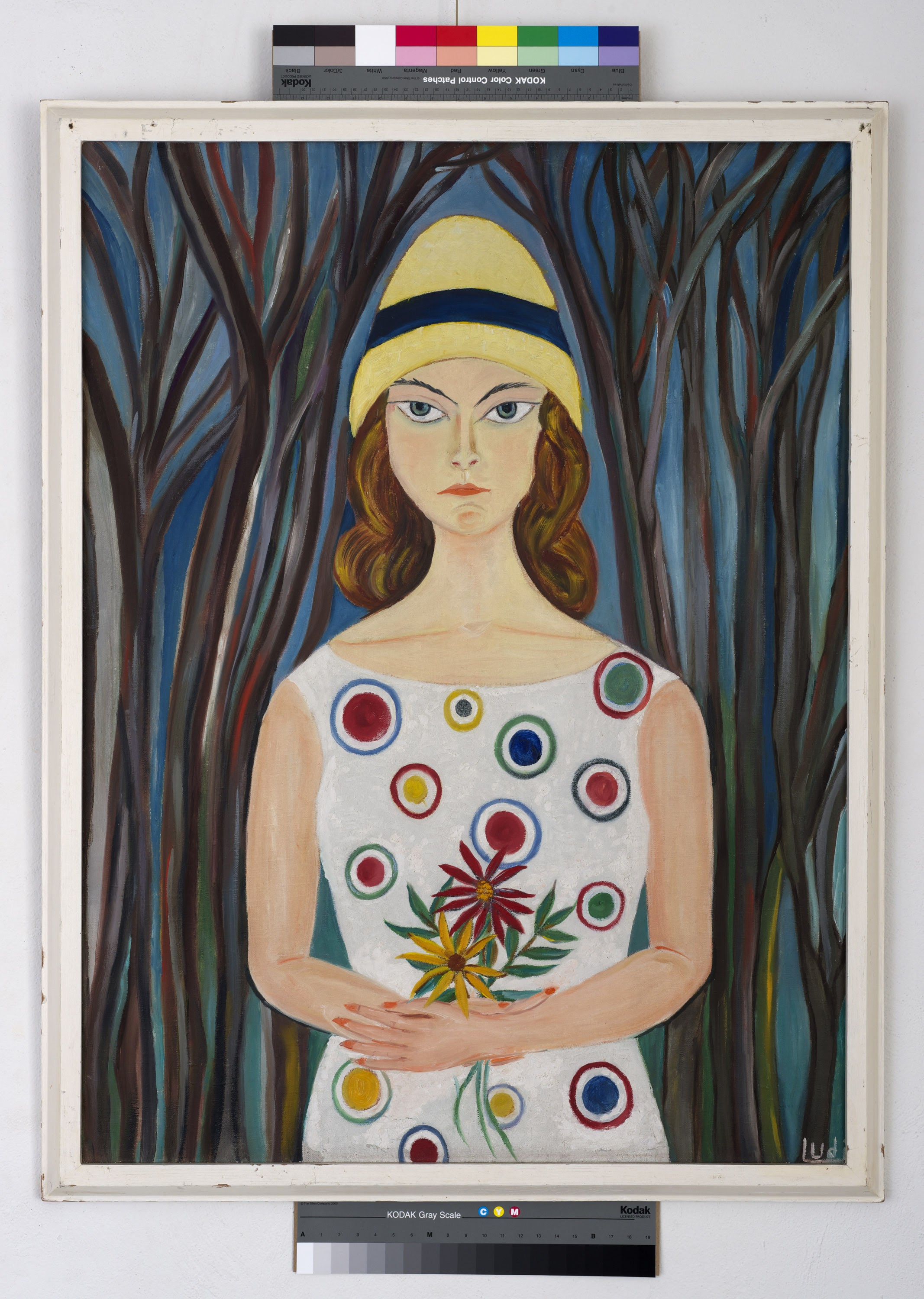
Káťa před bouřkou
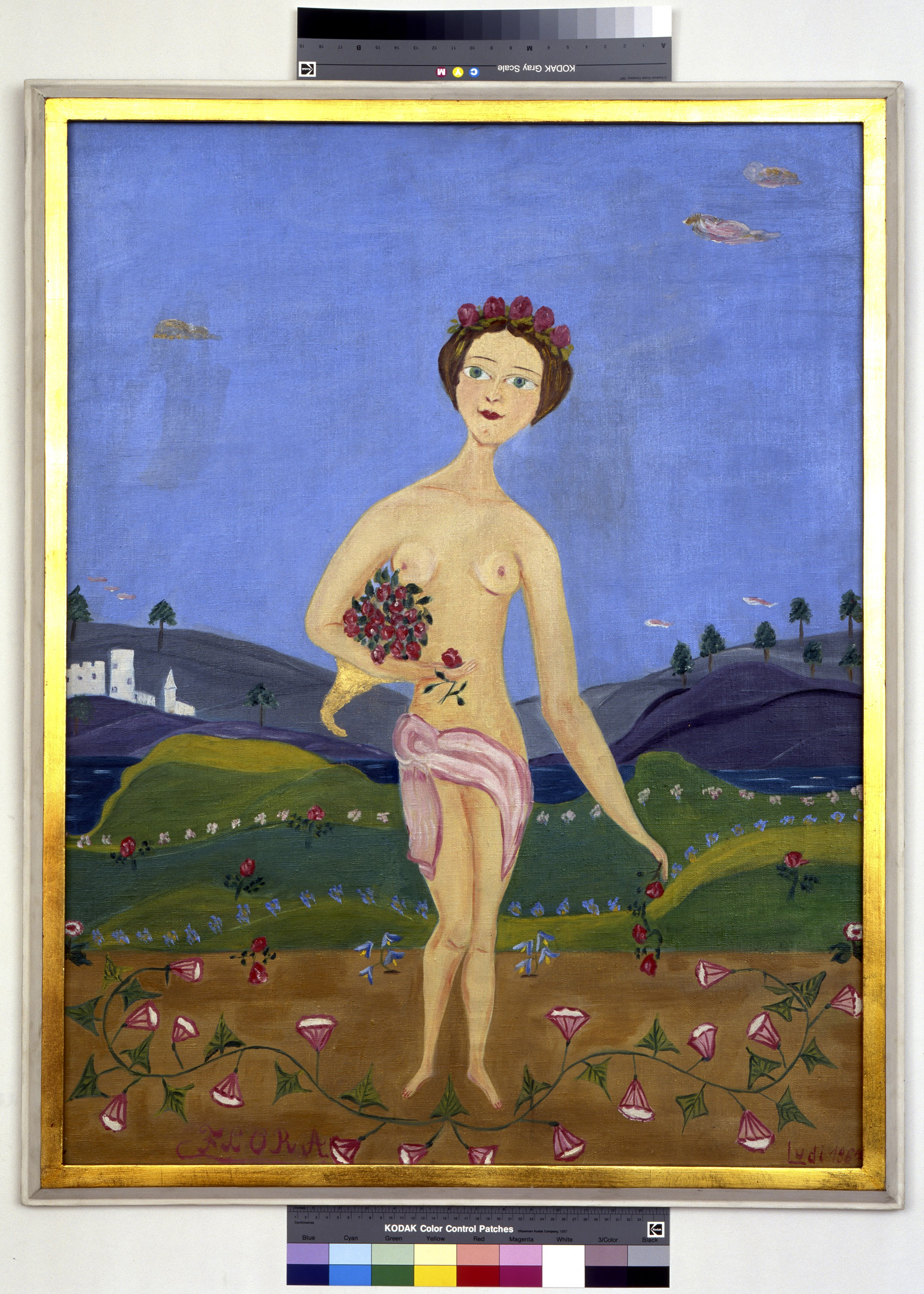
Flora
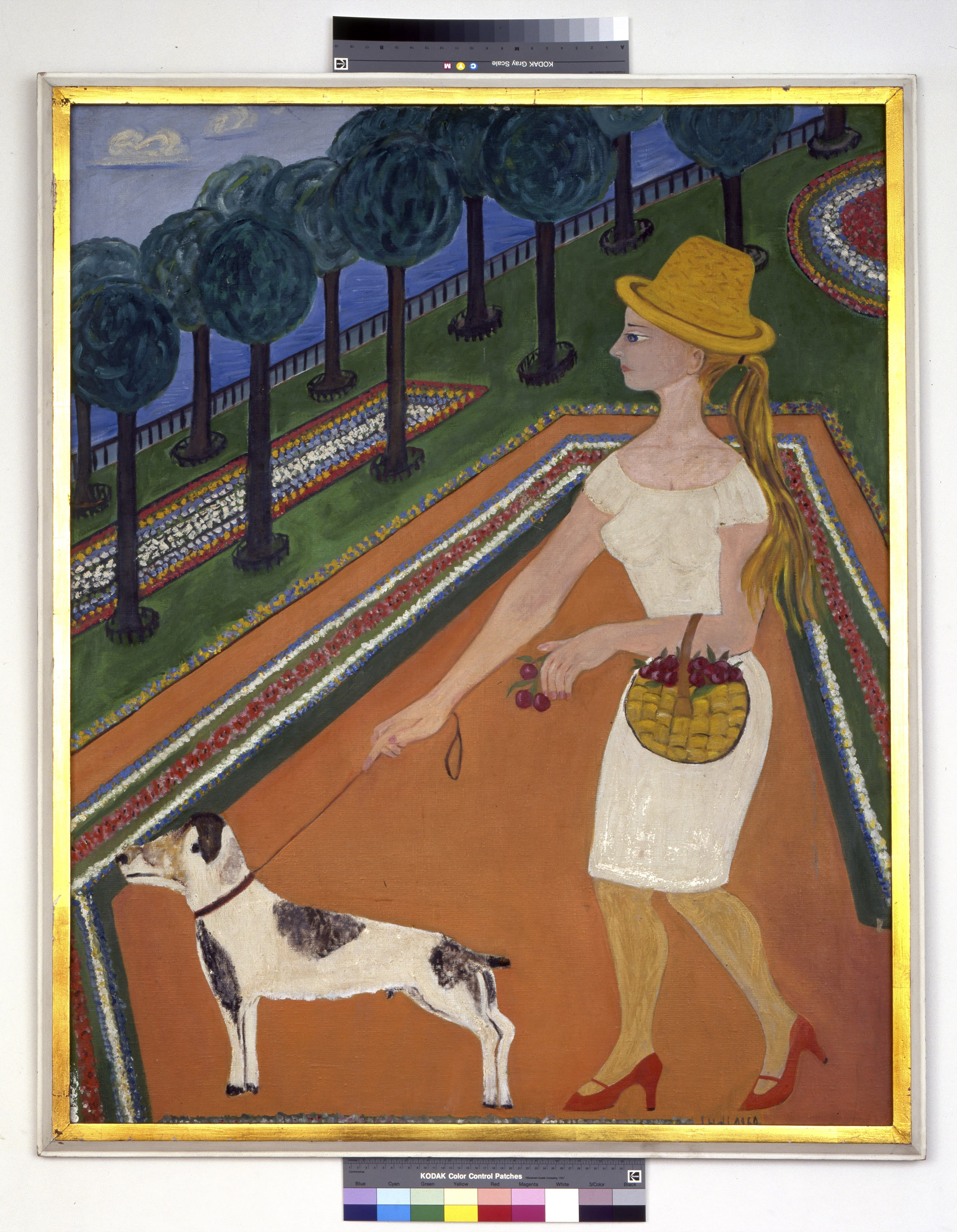
Dívka se psem
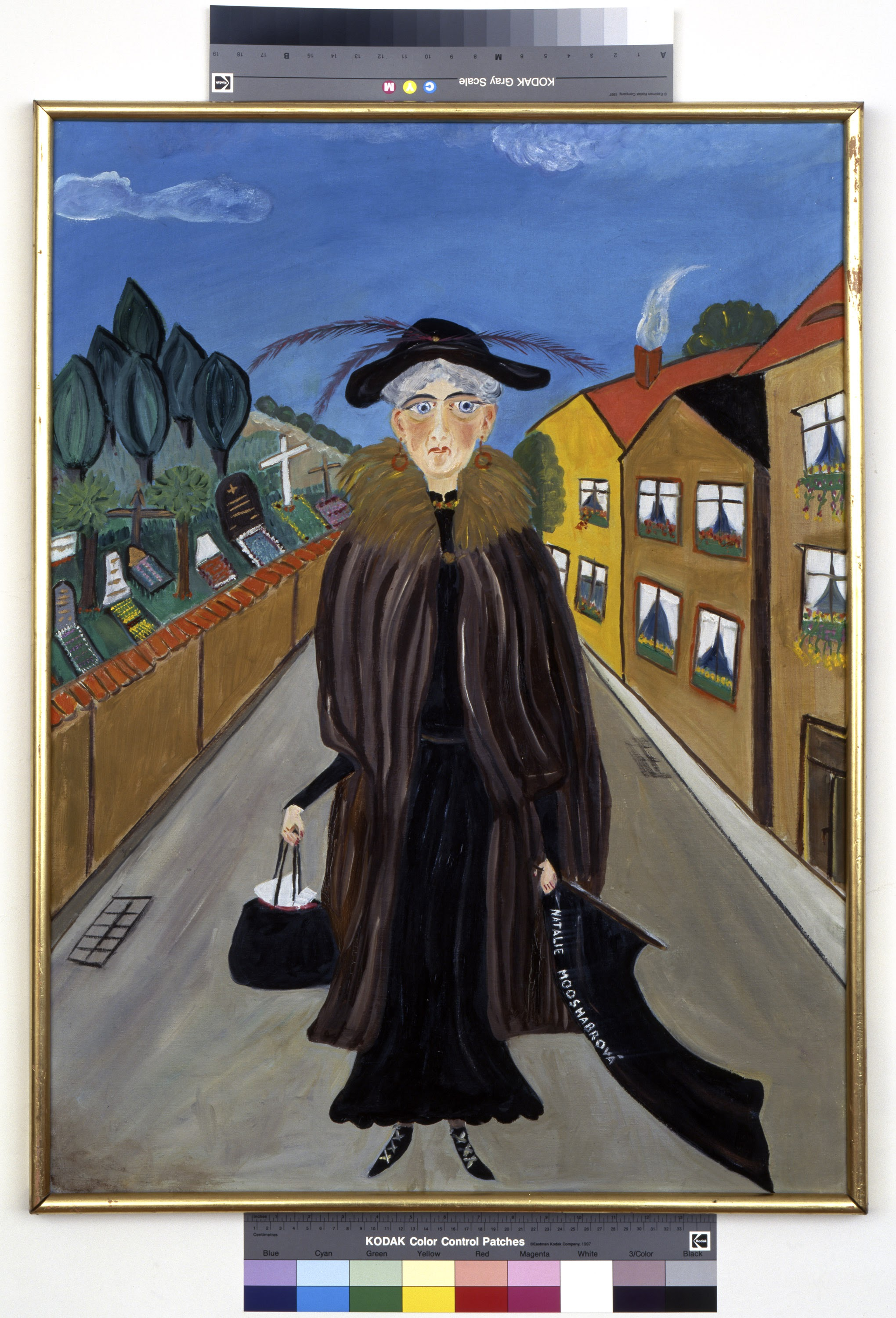
Natalie Mooshabrová
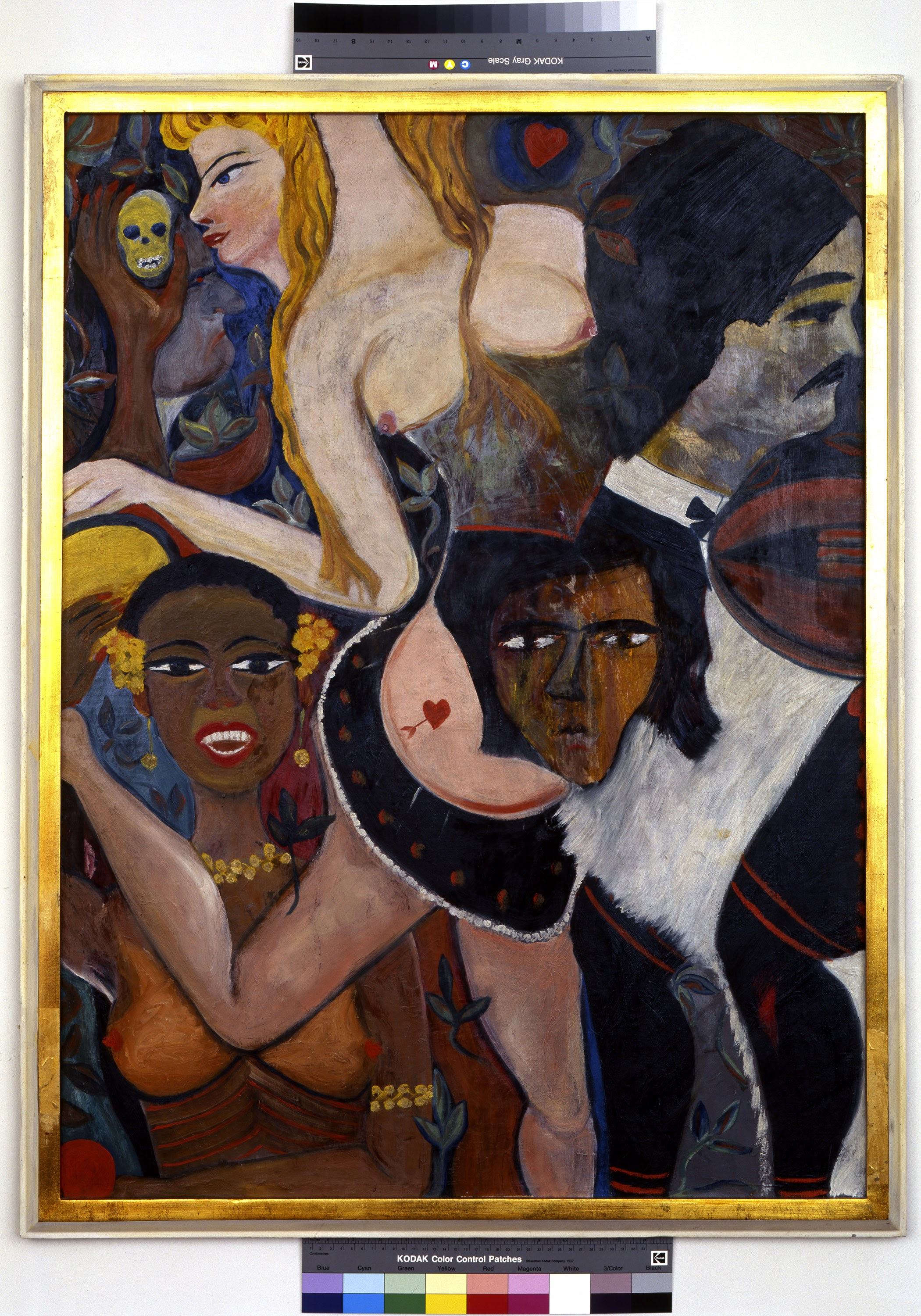
Maškarní ples
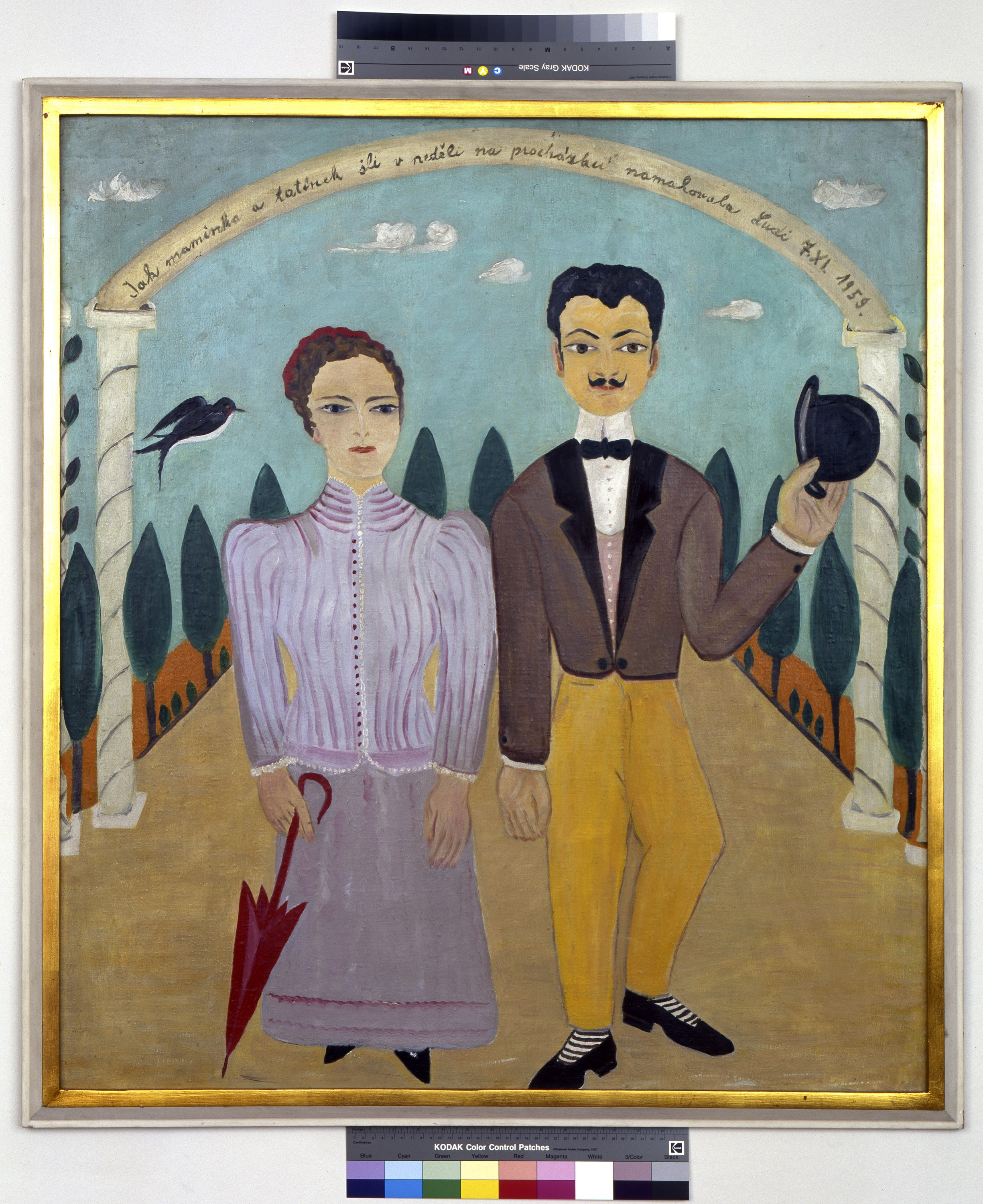
Jak maminka a tatínek šli v neděli na procházku
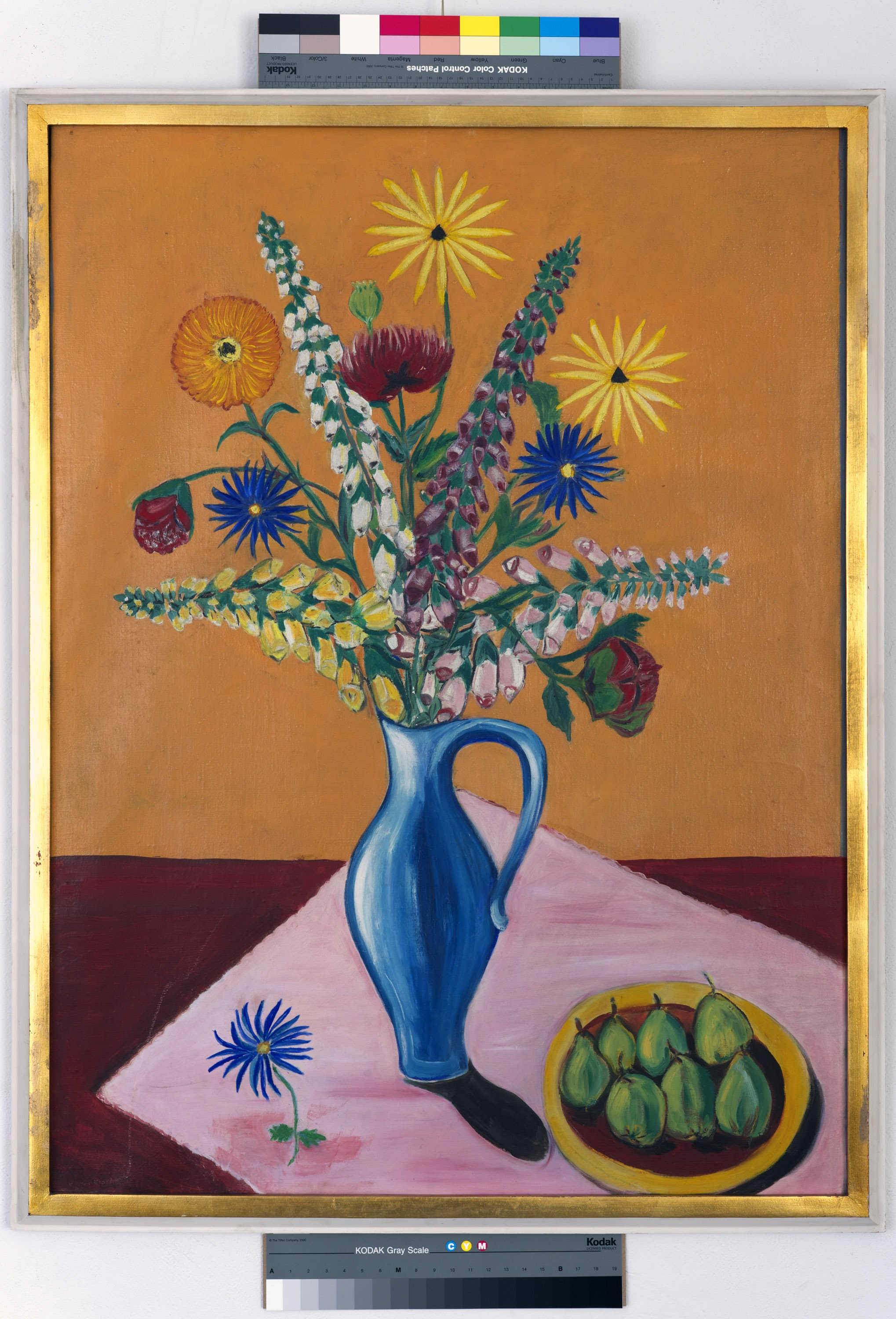
Náprstníky
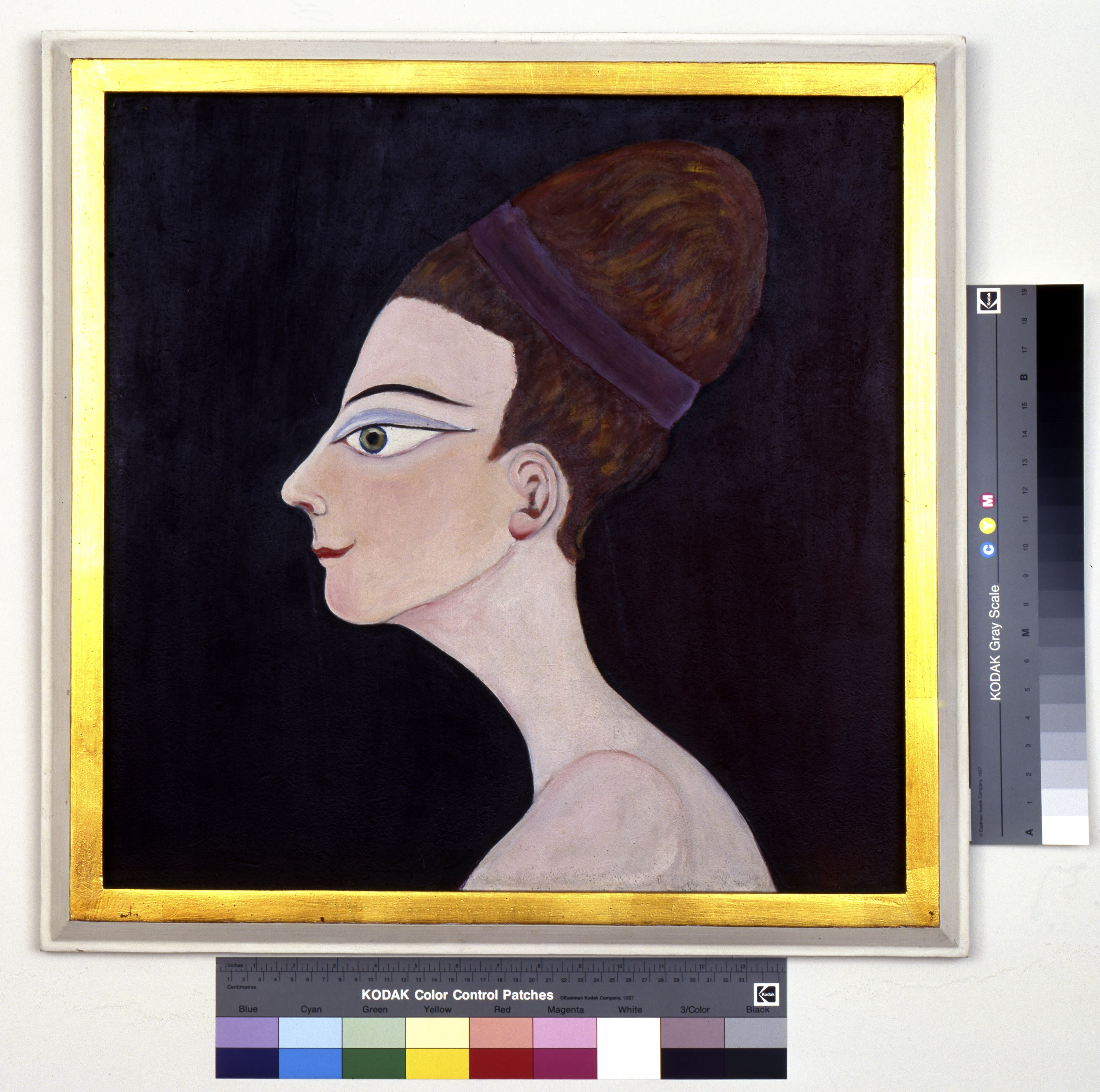
Nofretete
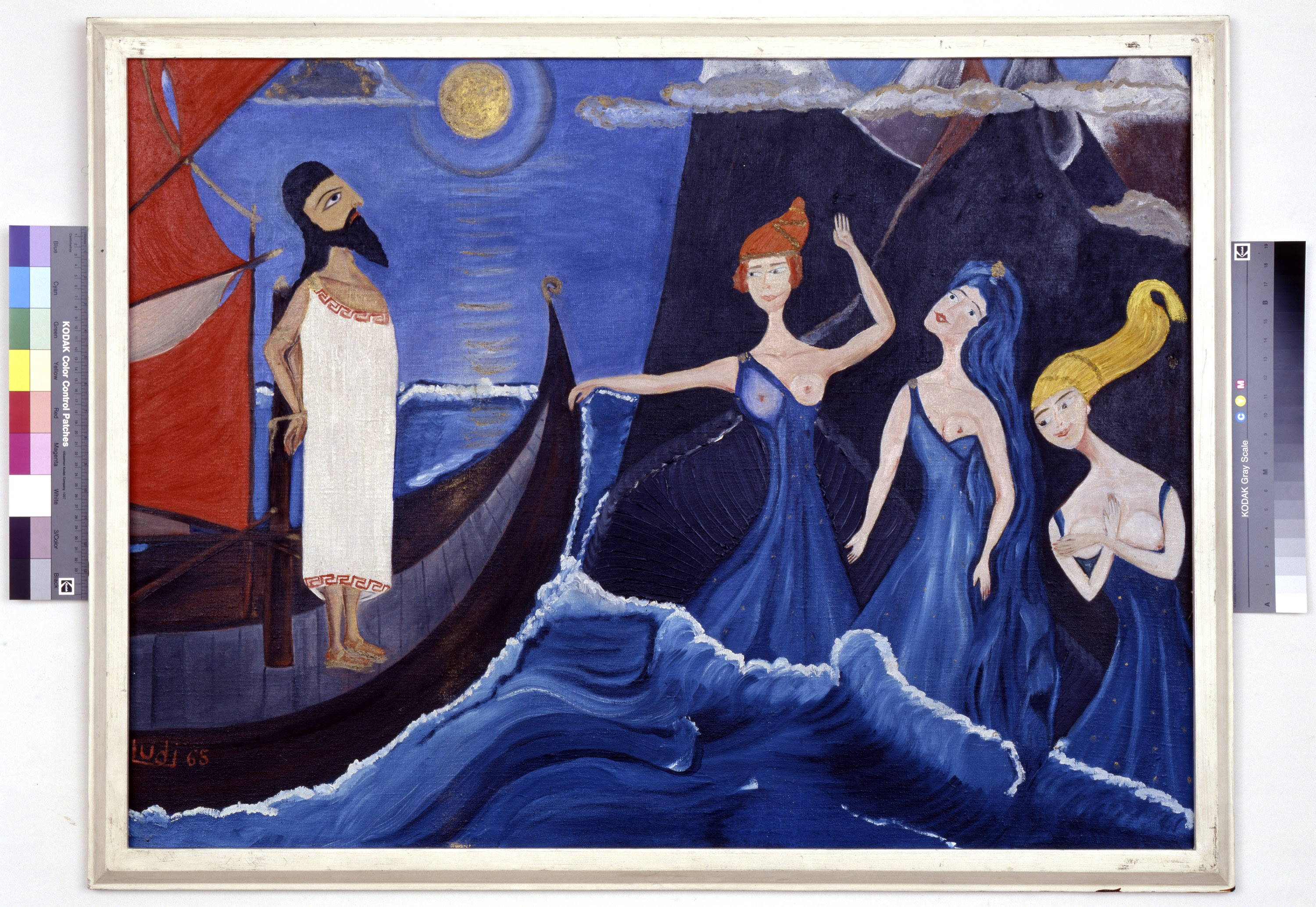
Odysseus a Sirény
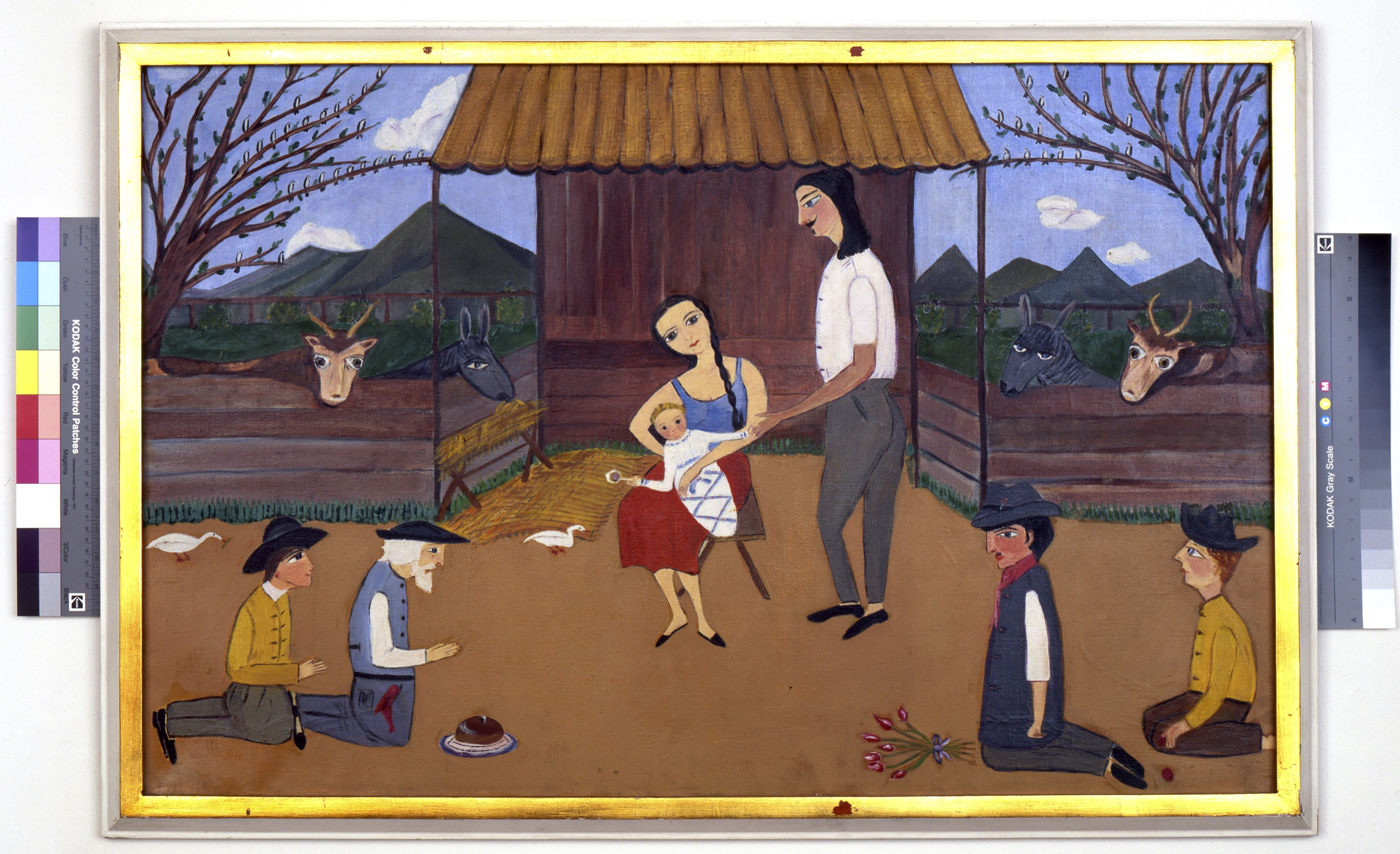
Orlická Madona
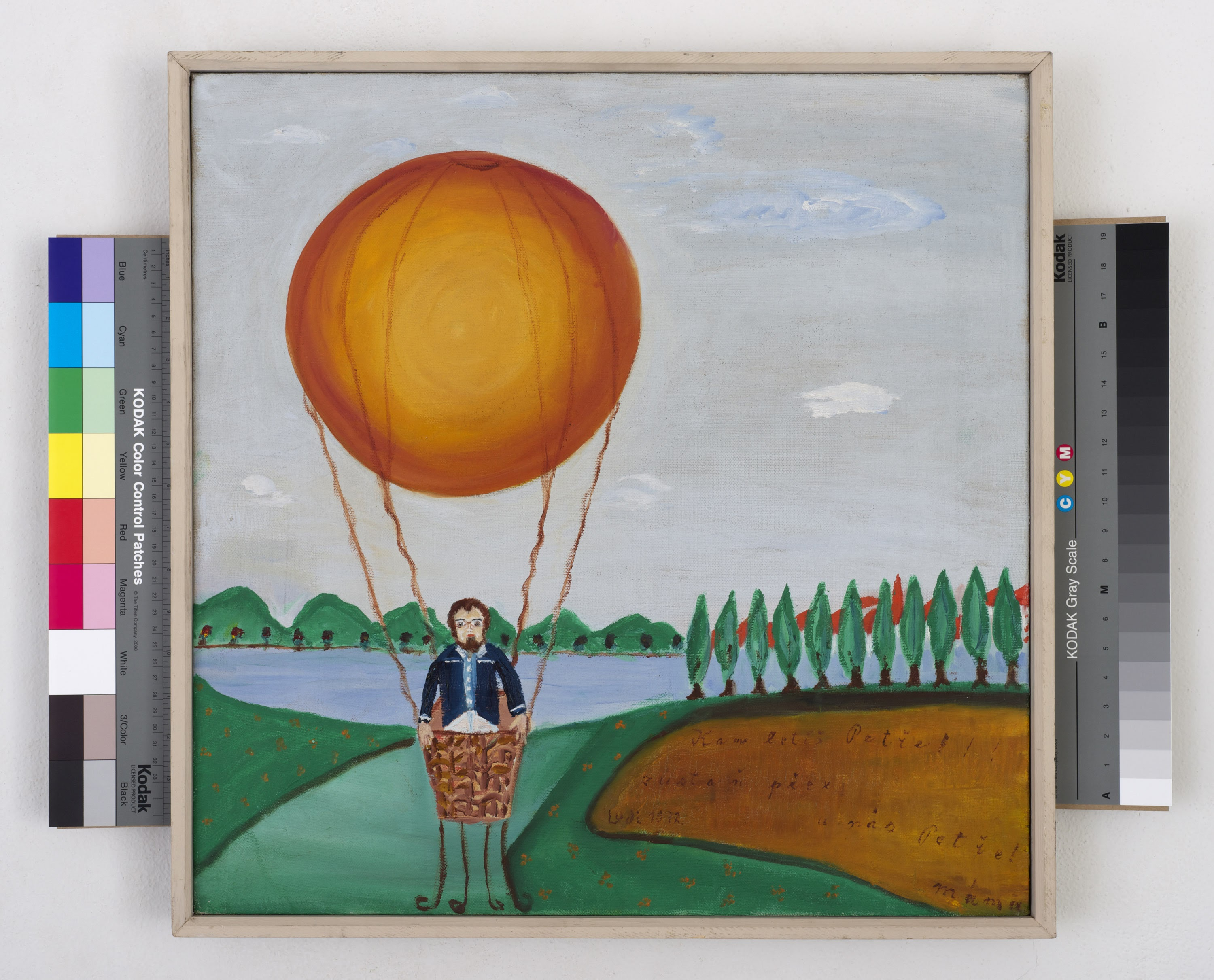
Muž v balonu
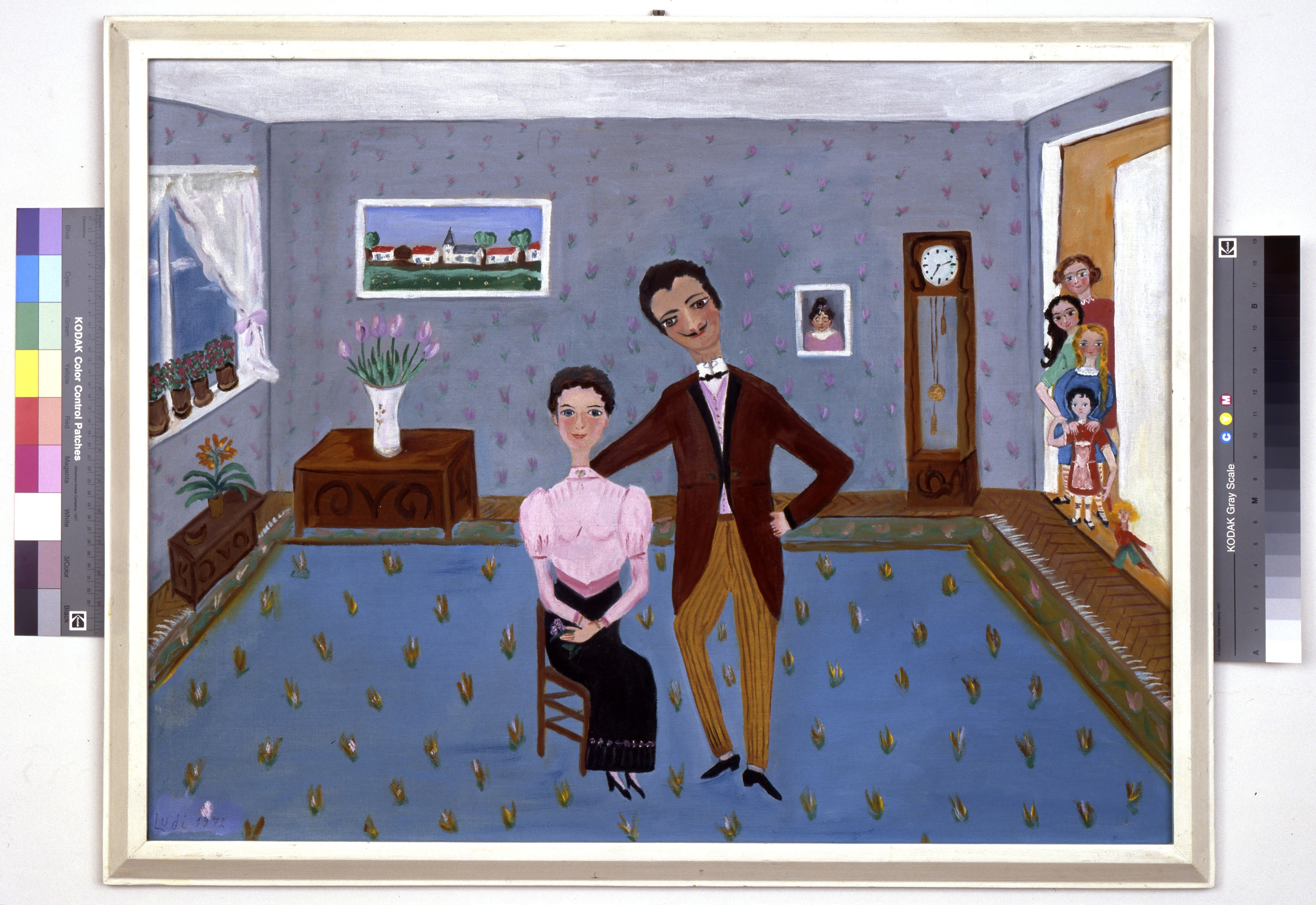
Rodiče u fotografa
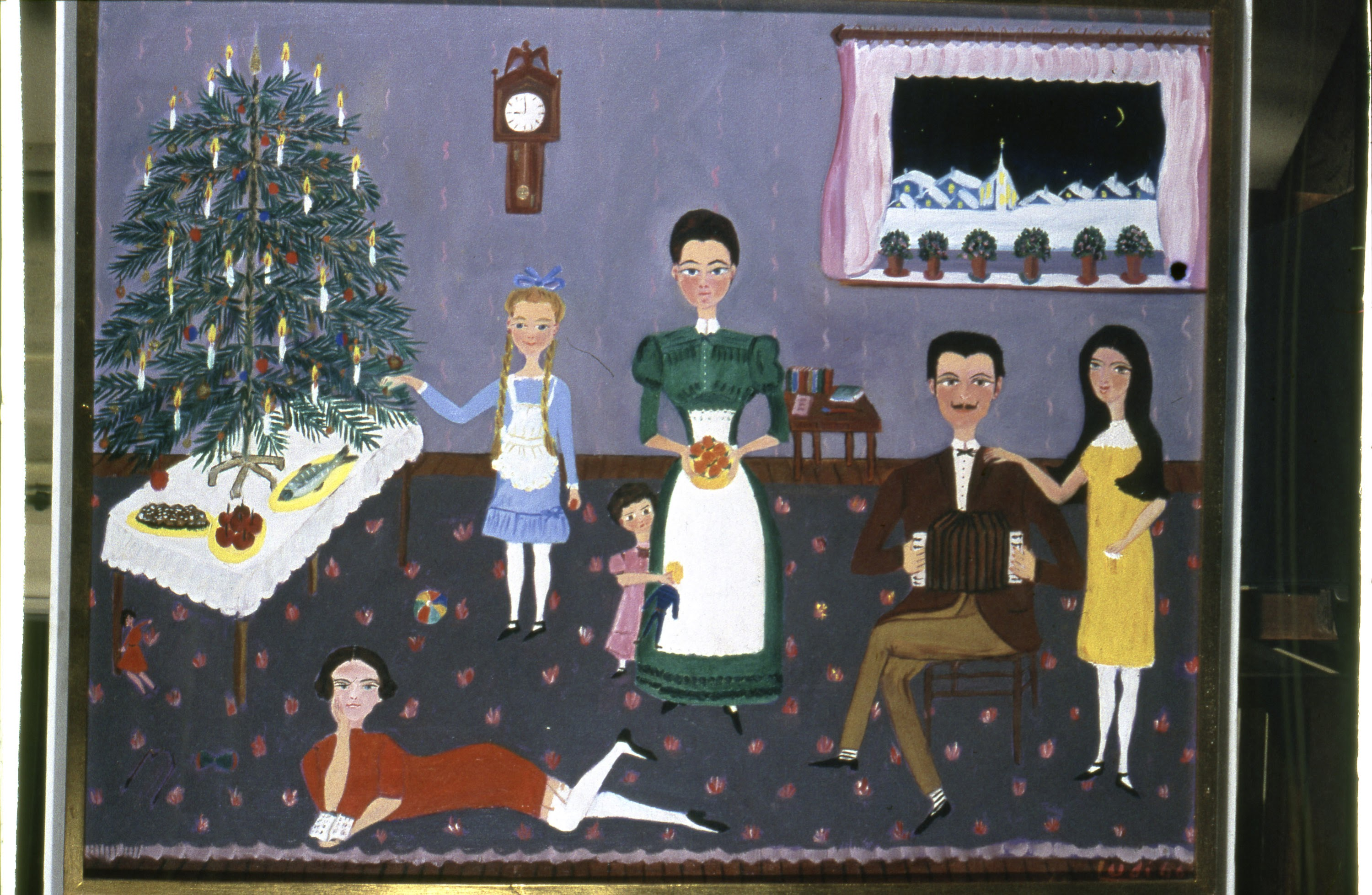
Rodiče Vánoce
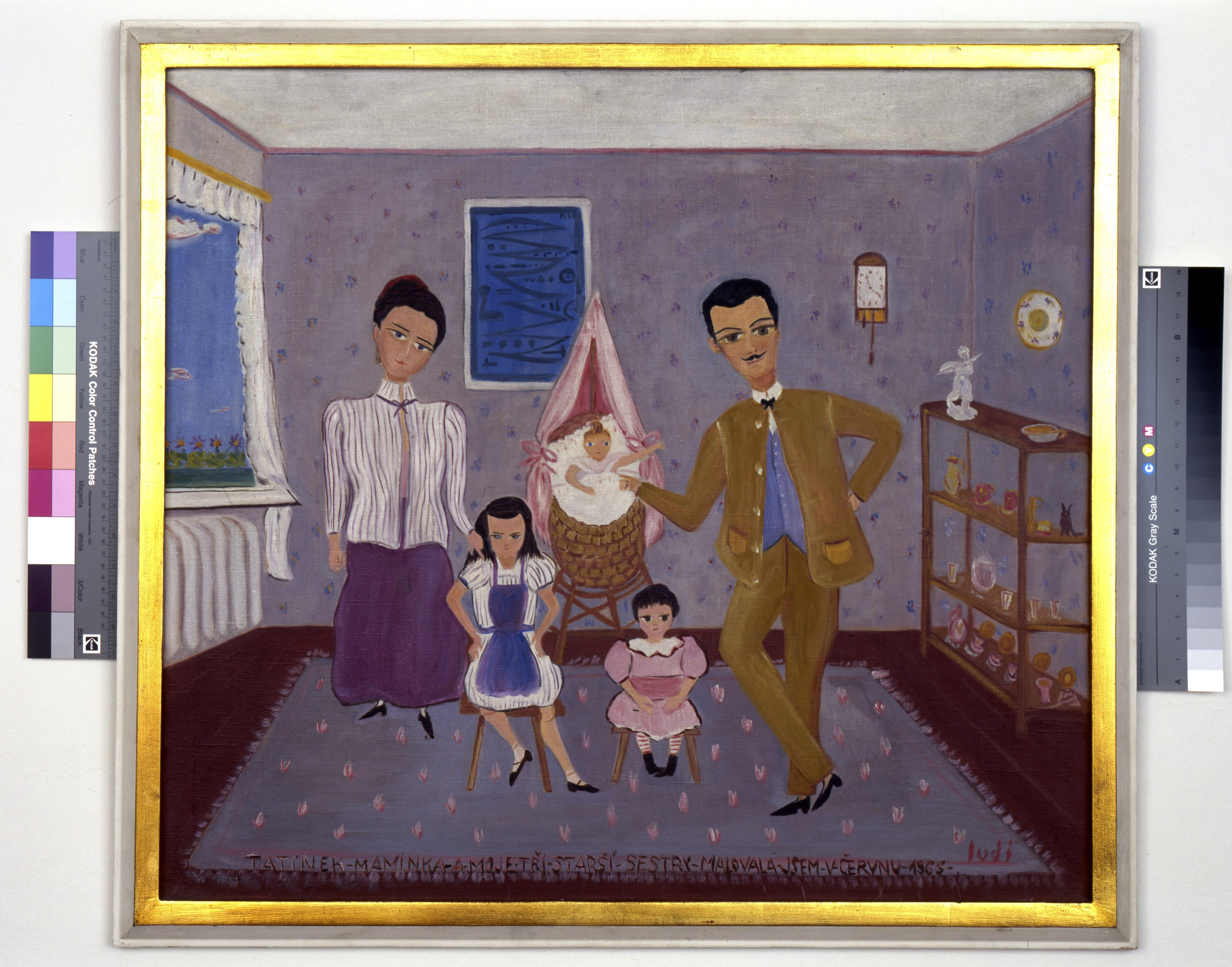
Rodiče
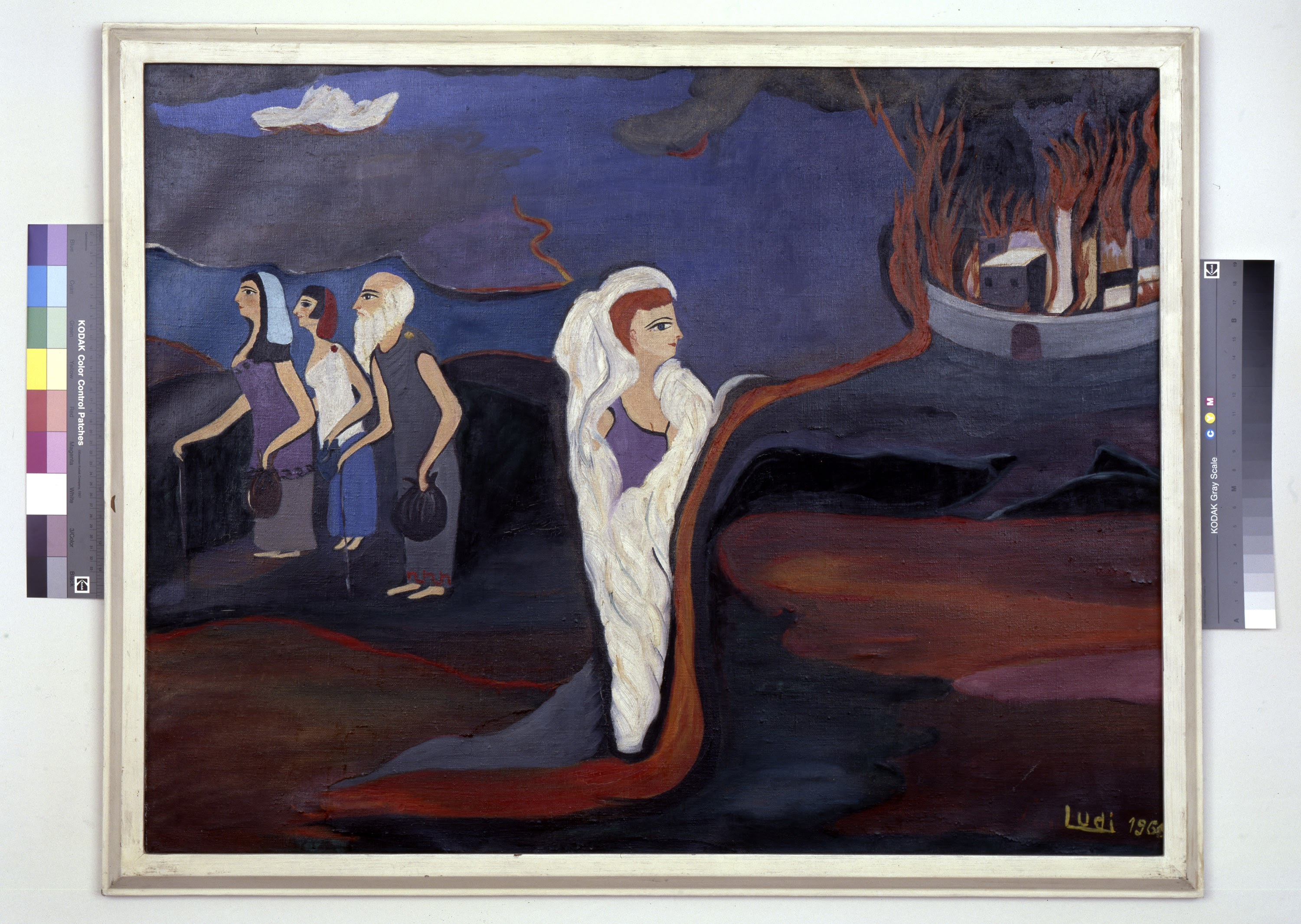
Lotova žena
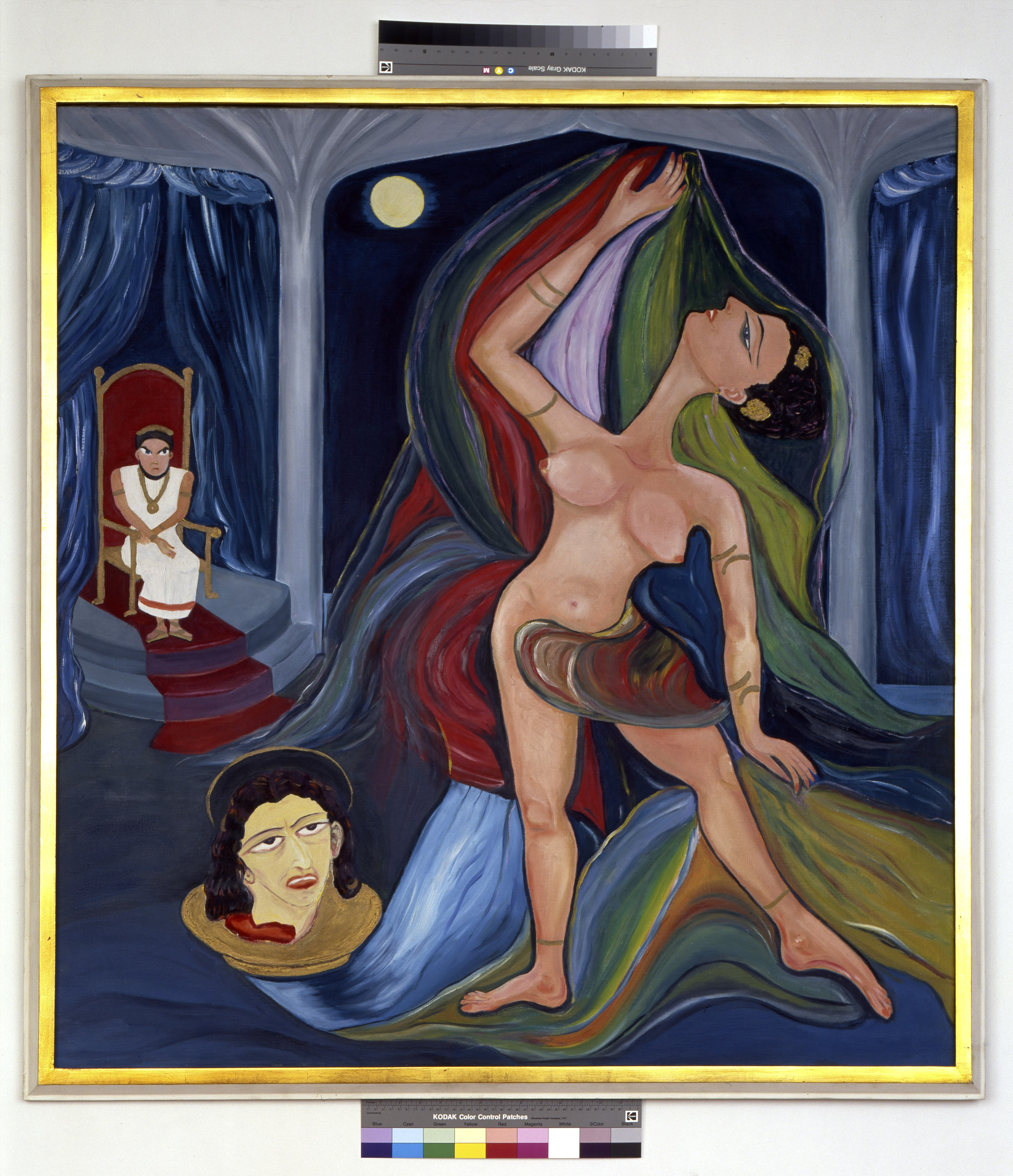
Salome
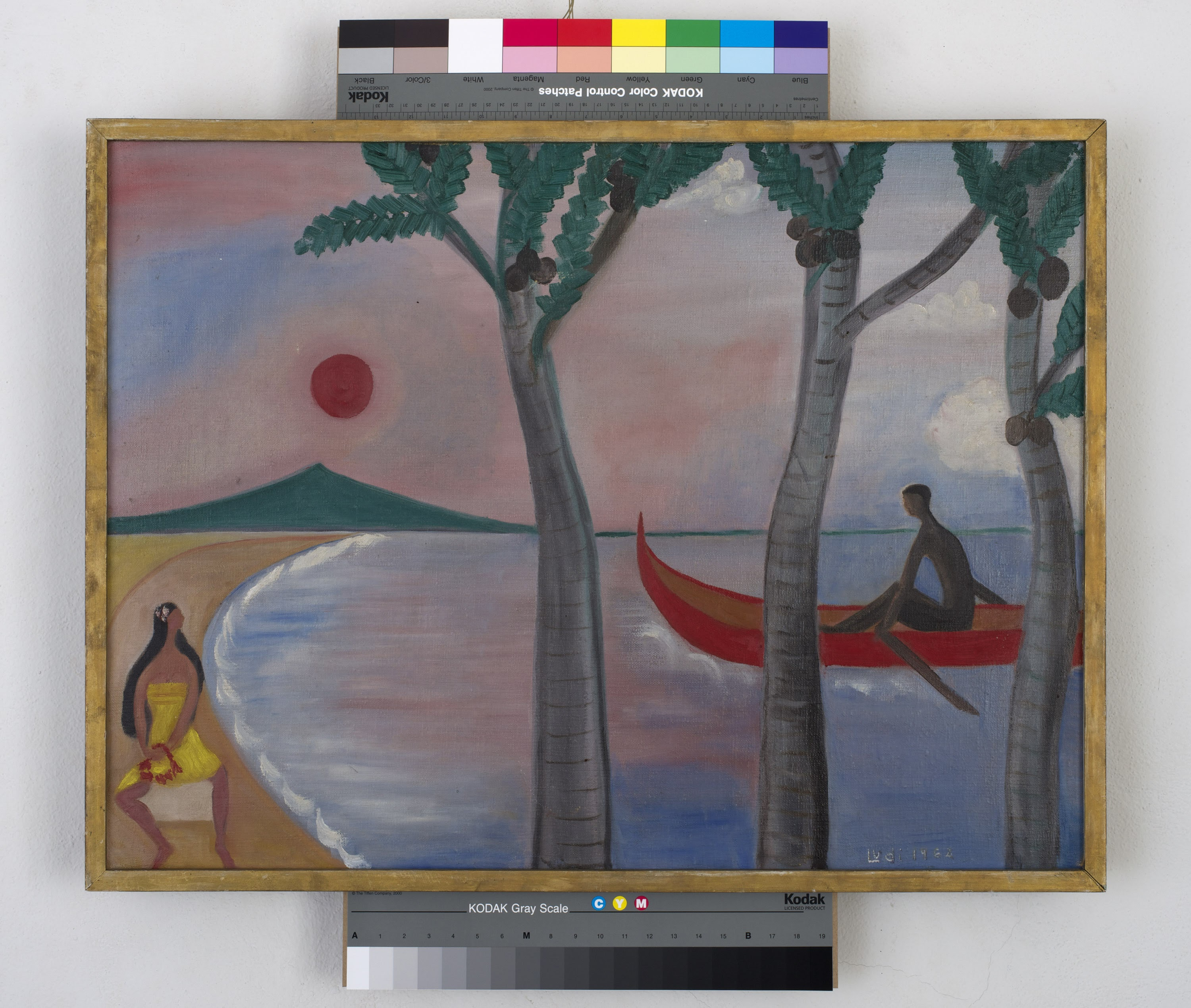
Tahiti